# Koupaliště u Bohuslavic
Koupaliště u Bohuslavic este o arie protejată (arie specială de conservare — SAC, sit de importanță comunitară — SCI) din Republica Cehă întinsă pe o suprafață de 4,97 ha, integral pe uscat.

## Localizare
Centrul sitului Koupaliště u Bohuslavic este situat la coordonatele 49°08′40″N 15°35′07″E / 49.144444°N 15.585278°E.

## Înființare
Situl Koupaliště u Bohuslavic a fost declarat sit de importanță comunitară în aprilie 2005 pentru a proteja 1 specie de animale. Situl a fost protejat și ca arie specială de conservare în august 2013.

## Biodiversitate
Situată în ecoregiunea continentală, aria protejată nu include niciun habitat protejat.
La baza desemnării sitului se află o specie protejată de  amfibieni: triton cu creastă (Triturus cristatus).